# Biserica de lemn din Vidin

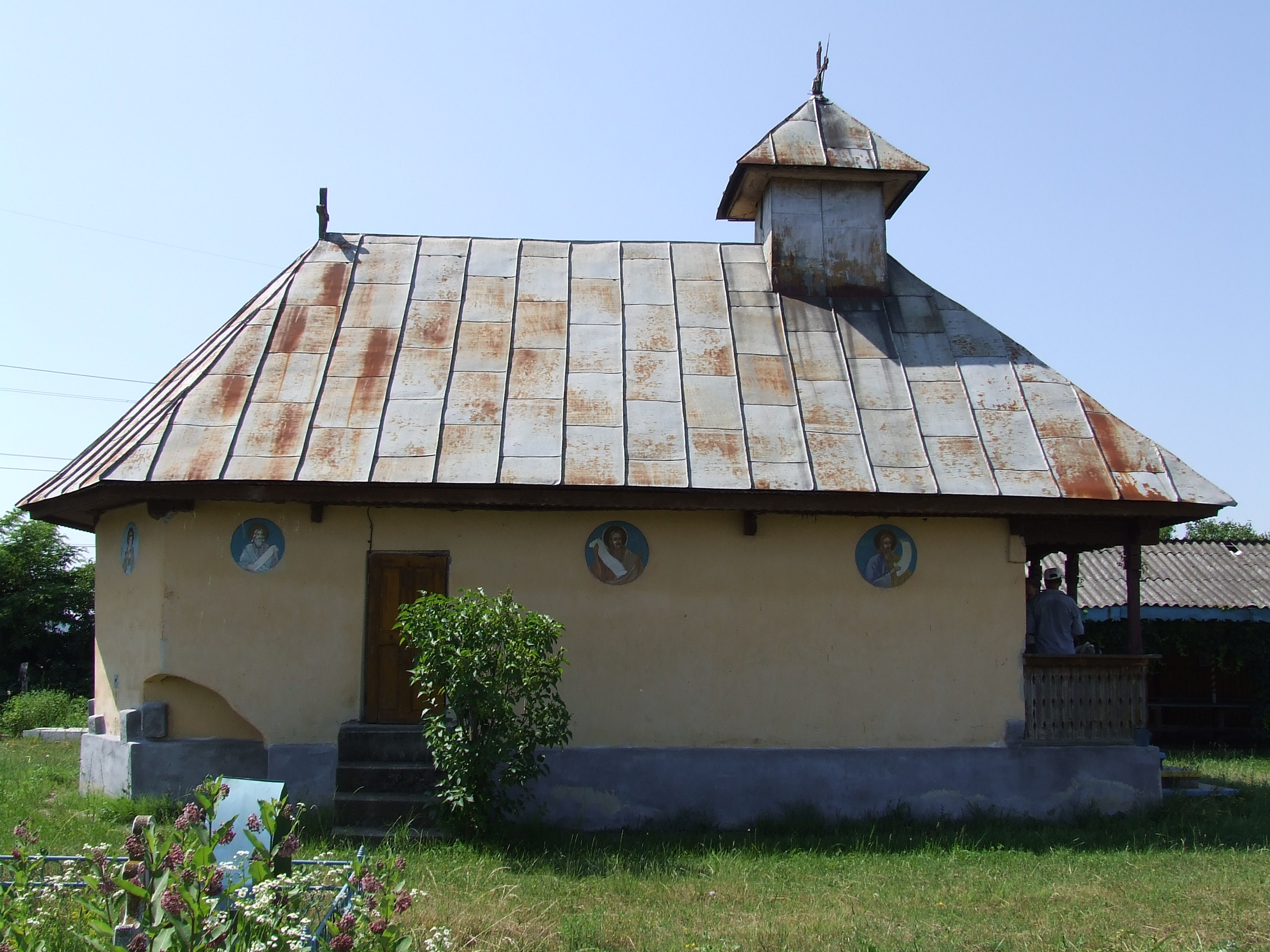
Biserica de lemn din Vidin, Gorj, foto: 2009.

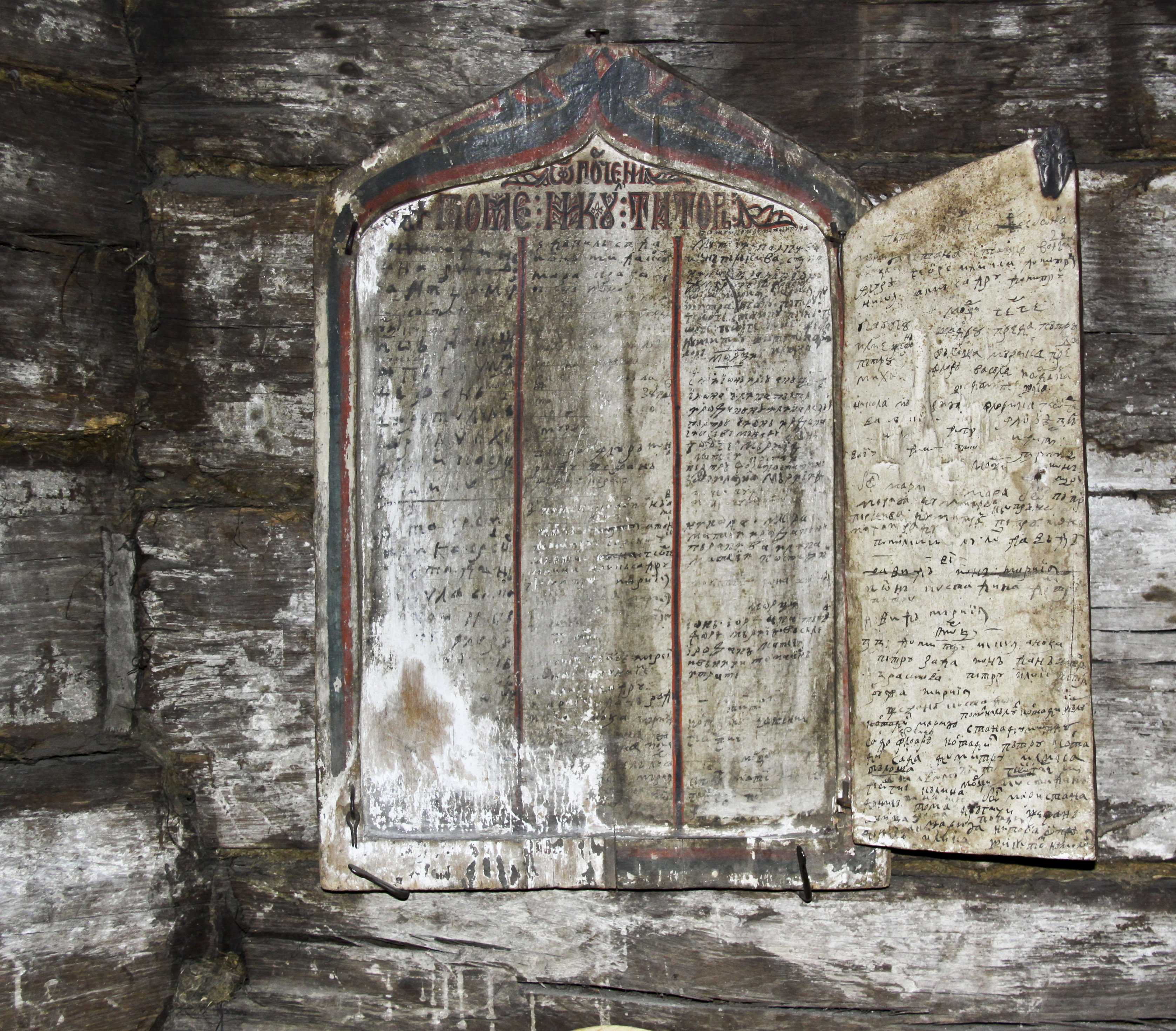
Pomelnicul bisericii, păstrat în biserica de lemn paraclis al Mitropoliei Olteniei din Craiova, foto: 2010.

Biserica de lemn din Vidin se află în localitatea omonimă din județul Gorj. Poartă hramul „Sf. Andrei” și „Sf. Dumitru”.  Biserica a fost adusă din satul Gornăcel, Gorj, în anul 1970 și datează din anul 1812. Biserica are valoare de patrimoniu cultural și istoric fiind înscrisă pe noua listă a monumentelor istorice, LMI 2004:  GJ-II-m-B-09453.

## Trăsături
Biserica, în forma ei inițială, fără turn clopotniță deasupra pronaosului și netencuită a fost descrisă în lucrarea lui G. Ionescu - Arhitectura populară romînească (1957). Autorul o prezintă ca fiind de talie mică, scundă, din bârne așezate orizontal îmbinate la capete în cheotori. Intrarea în biserică se face și acum ca și înainte de mutarea bisericii în prezenta locație prin latura de vest, latură ce este mărginită de un pridvor îngust. Din pridvor se întră în biserică, edificiu ce este alcătuit din încăperile bine cunoscute, pronaos, naos și absida altarului. Încăperile sunt boltite cu scânduri.
Acoperișul este compact, acoperind toate cele trei încăperi pomenite.Absida altarului este poligonală, cu cinci laturi, decroșată. Prin prelungirea bârnelor ce formează pereții pe laturile de sud și de nord, respectiv a laturilor nr. 2 și nr. 4 ale absidei altarului se obțin îmbinări ce generează spații, utilizate pe post de proscomidiar sau diaconicon. Din naos, spre absida altarului se poate ajunge prin intermediul a trei uși.
Dacă în desenul publicat în anul 1957, biserica este prezentată fără turn, în momentul de față deasupra pronaosului găsim un mic turn clopotniță, cu secțiune pătrată și acoperit de o piramidă cu baza pătrată. În decursul anilor, biserica a căpătat și un nou decor parietal, prin tencuirea pereților.Pictura exterioară păstrează tradiția zonei, regăsindu-se în medalioanele pictate în exterior diferiți apostoli, sfinți sau prooroci. O dată cu mutatea bisericii au fost schimbați și stâlpii pridvorului. În prezent aceștia au frumoase decorațiuni sculptate în partea superioară în timp ce, în descrierea făcută în lucrarea amintită, stâlpii pridvorului erau dreptunghiulari și netezi.

## Imagini

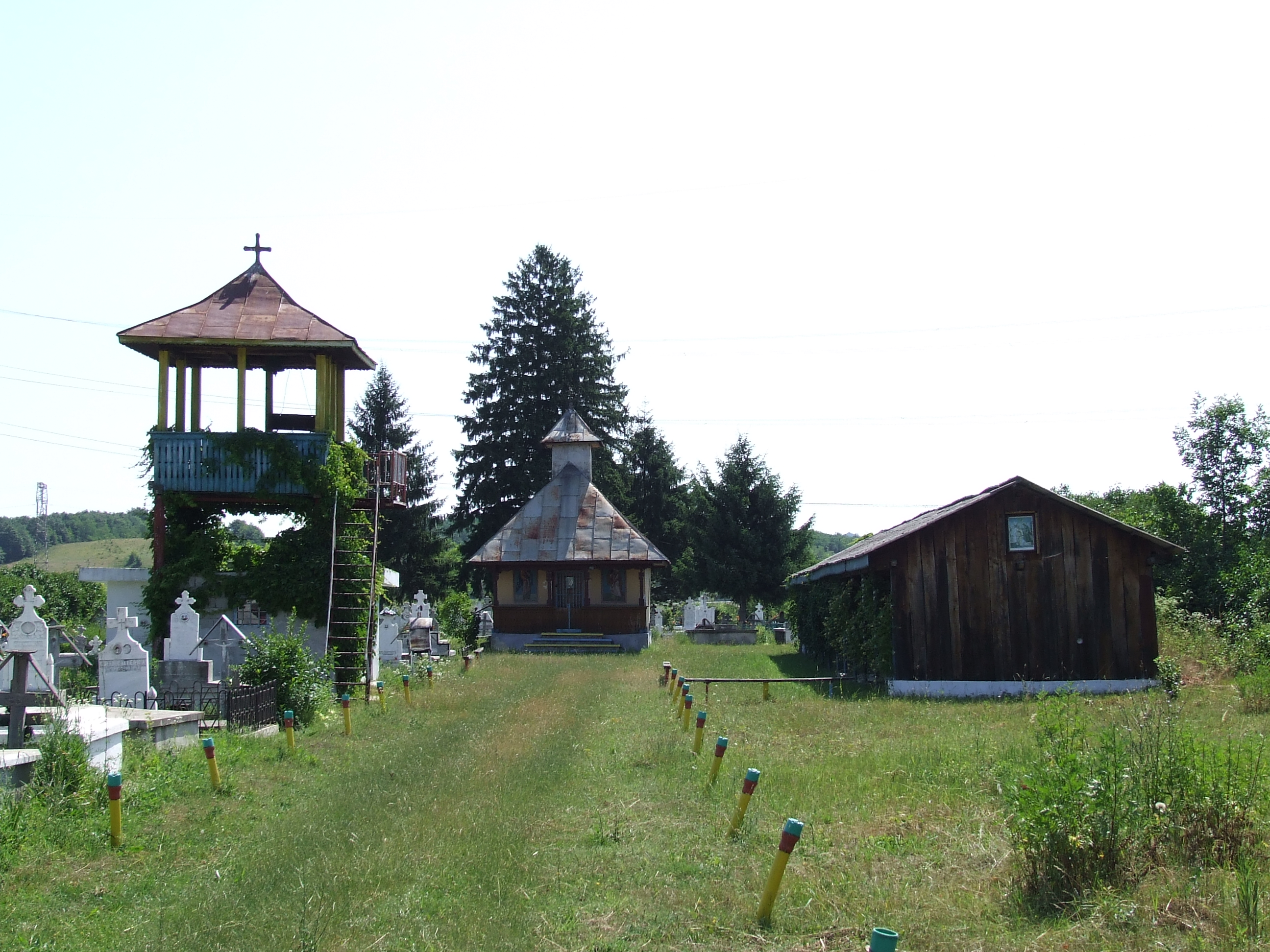
Vedere de ansamblu. Biserica, clopotniţa, prăznicarul
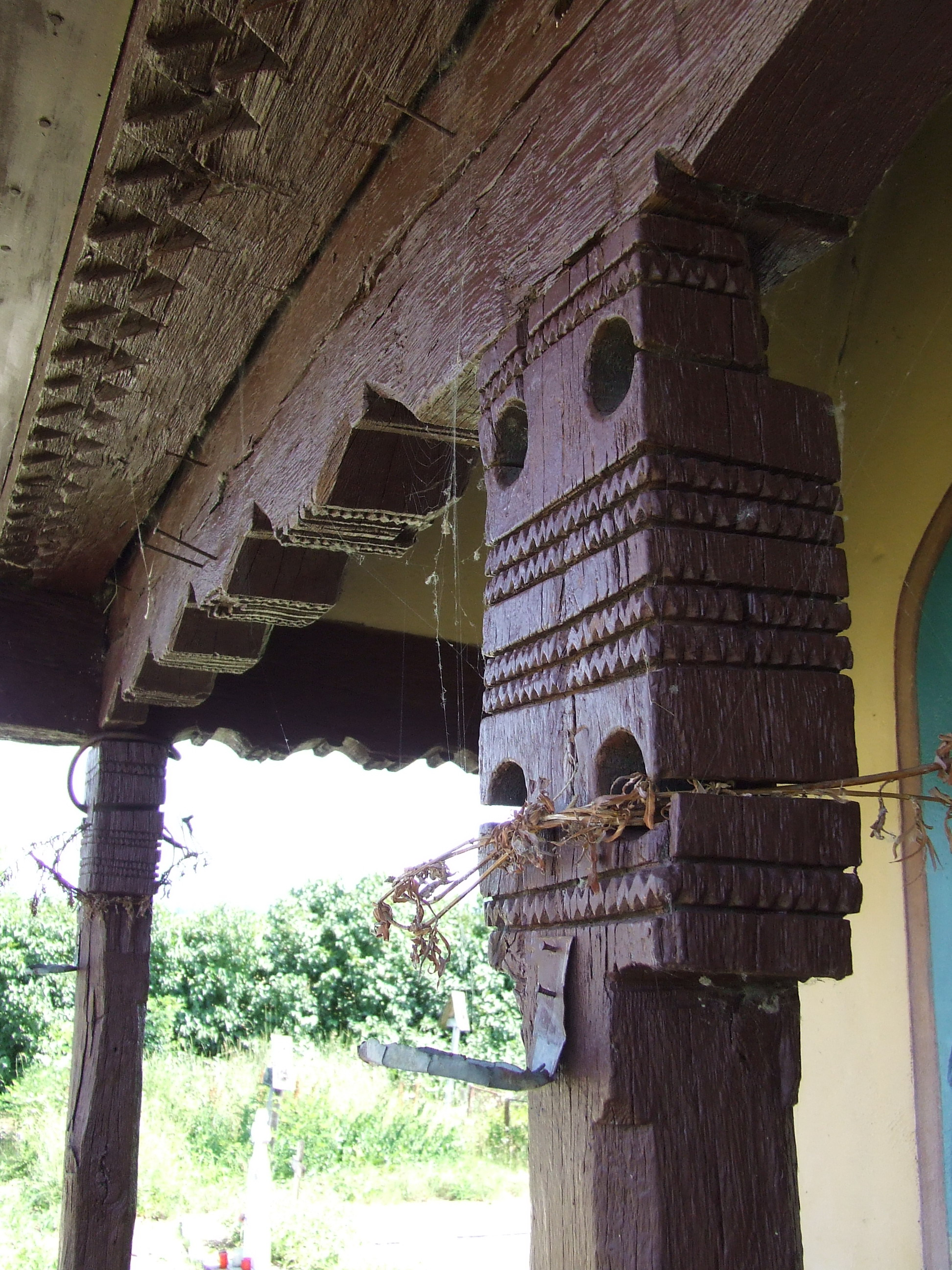
Decorul stâlpilor de la pridvor
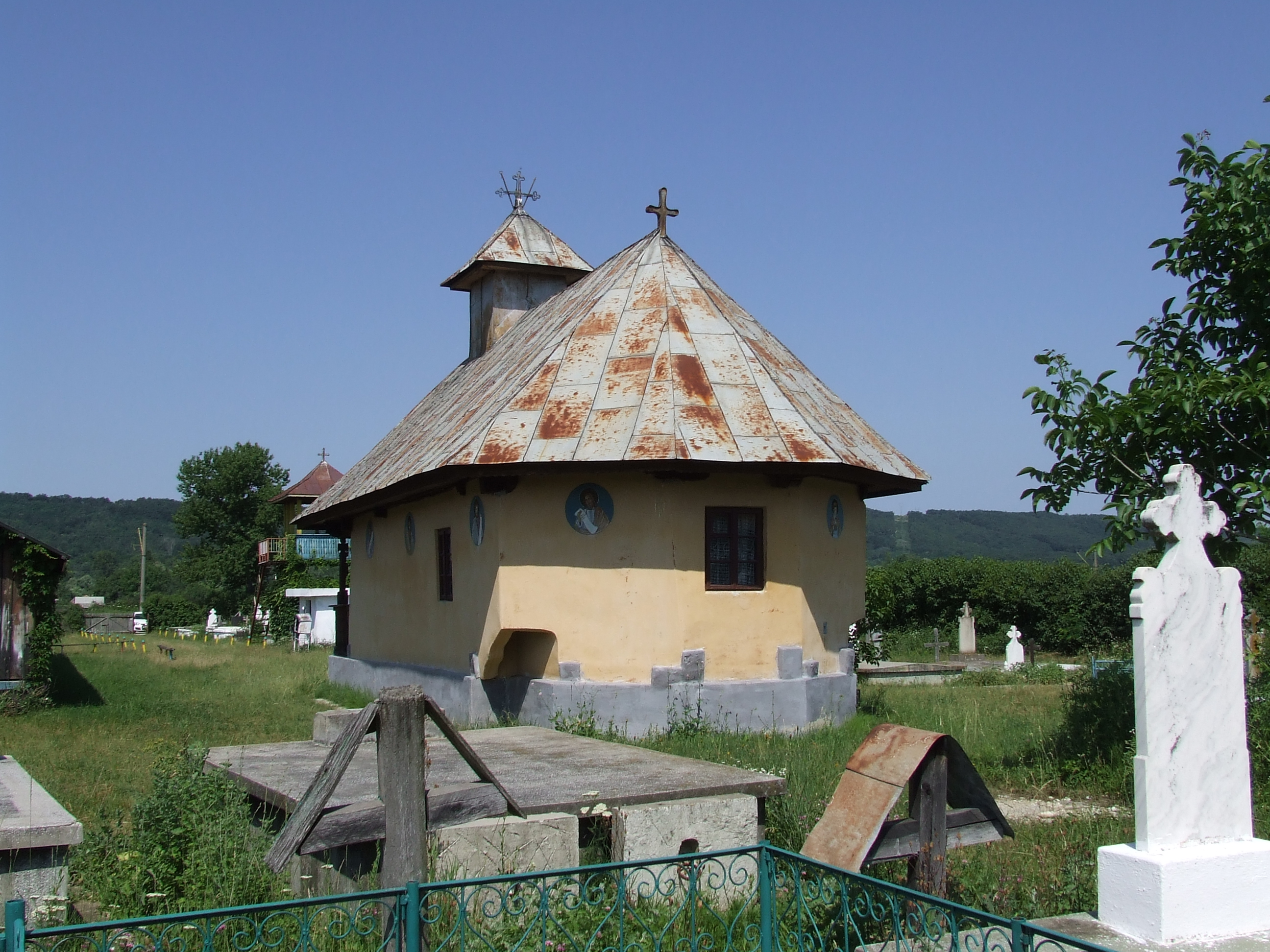
Vedere din sud-est
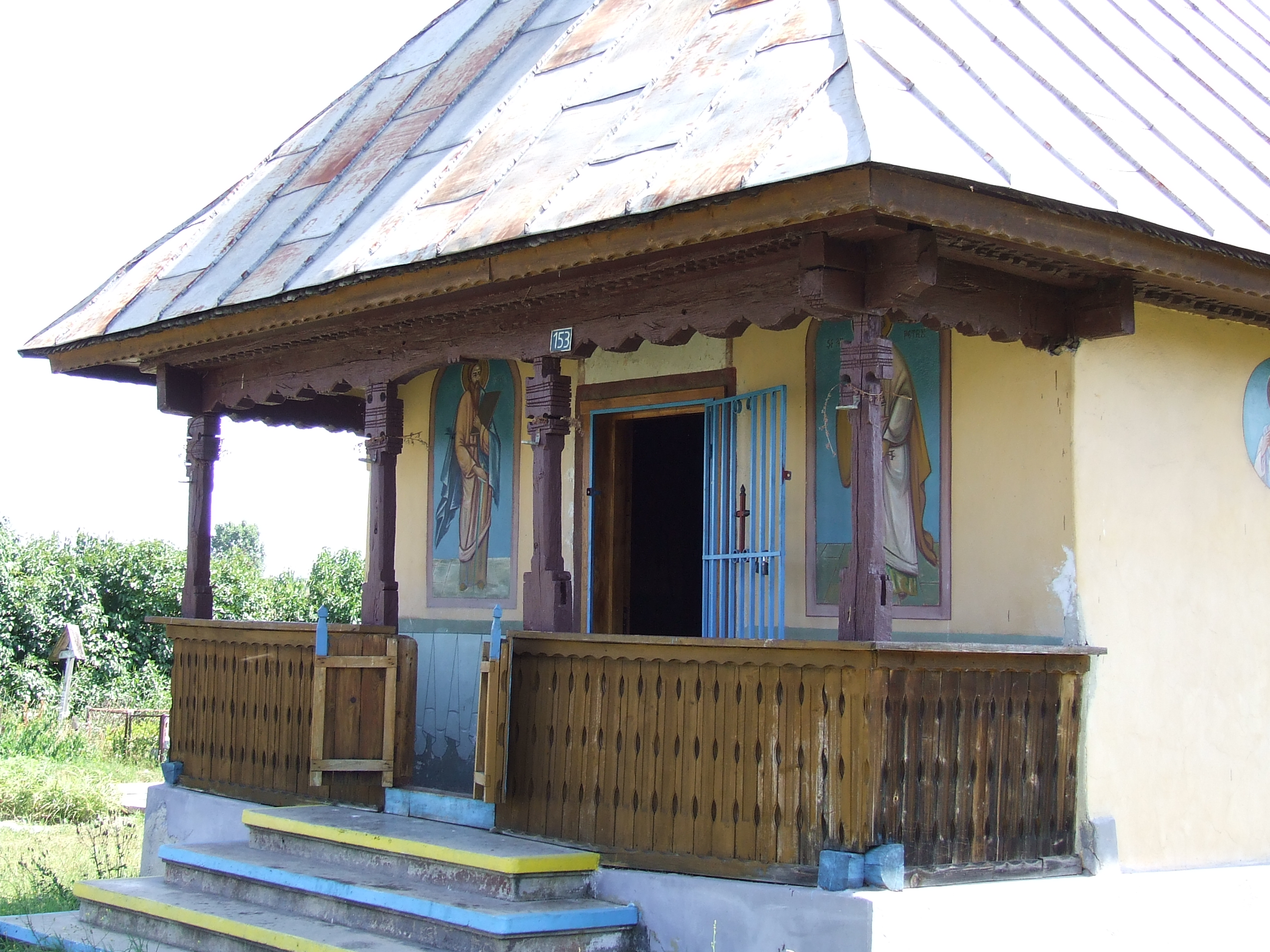
Prisvorul
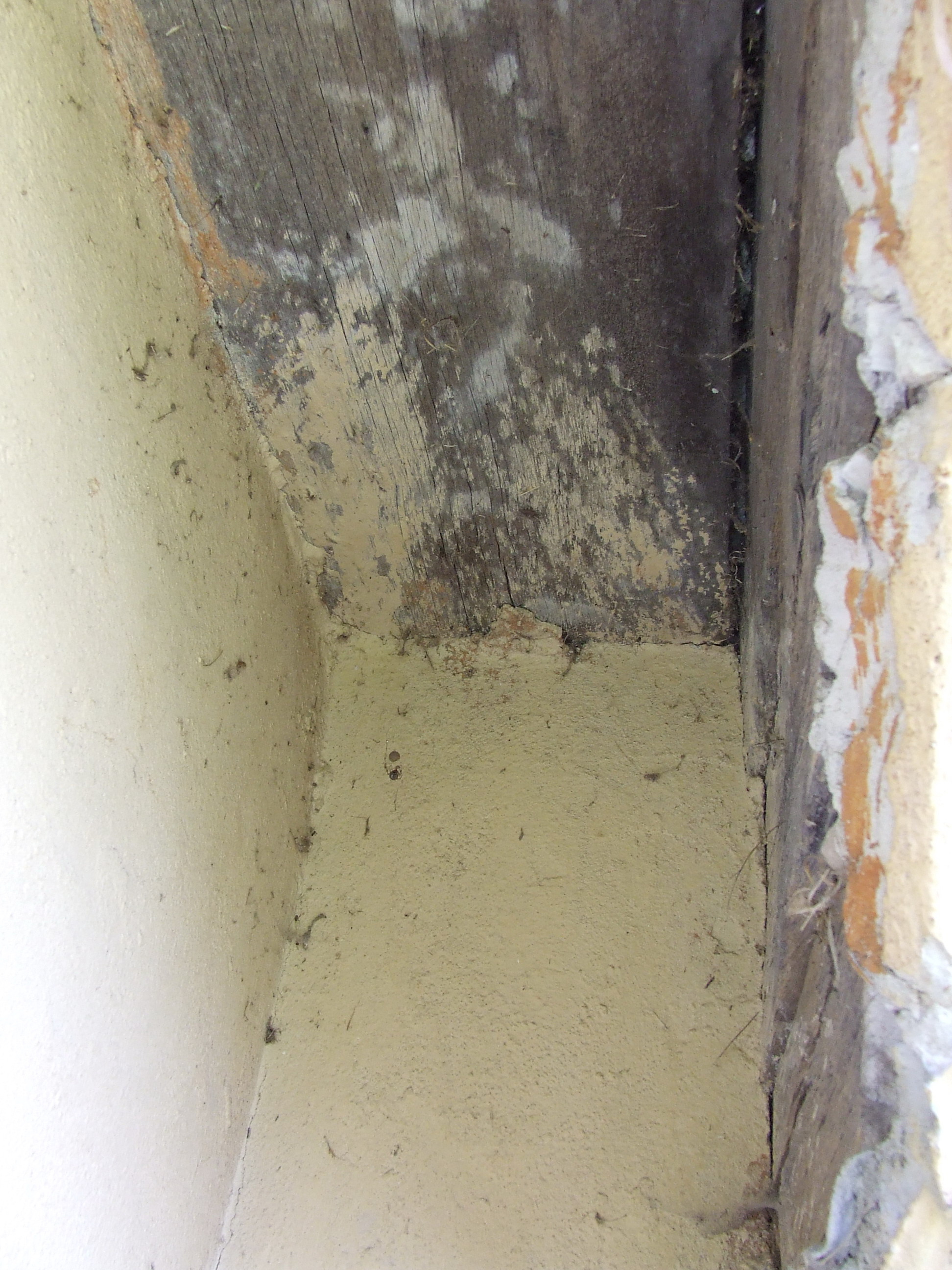
Vedere în spaţiul format de prelungirea bârnelor
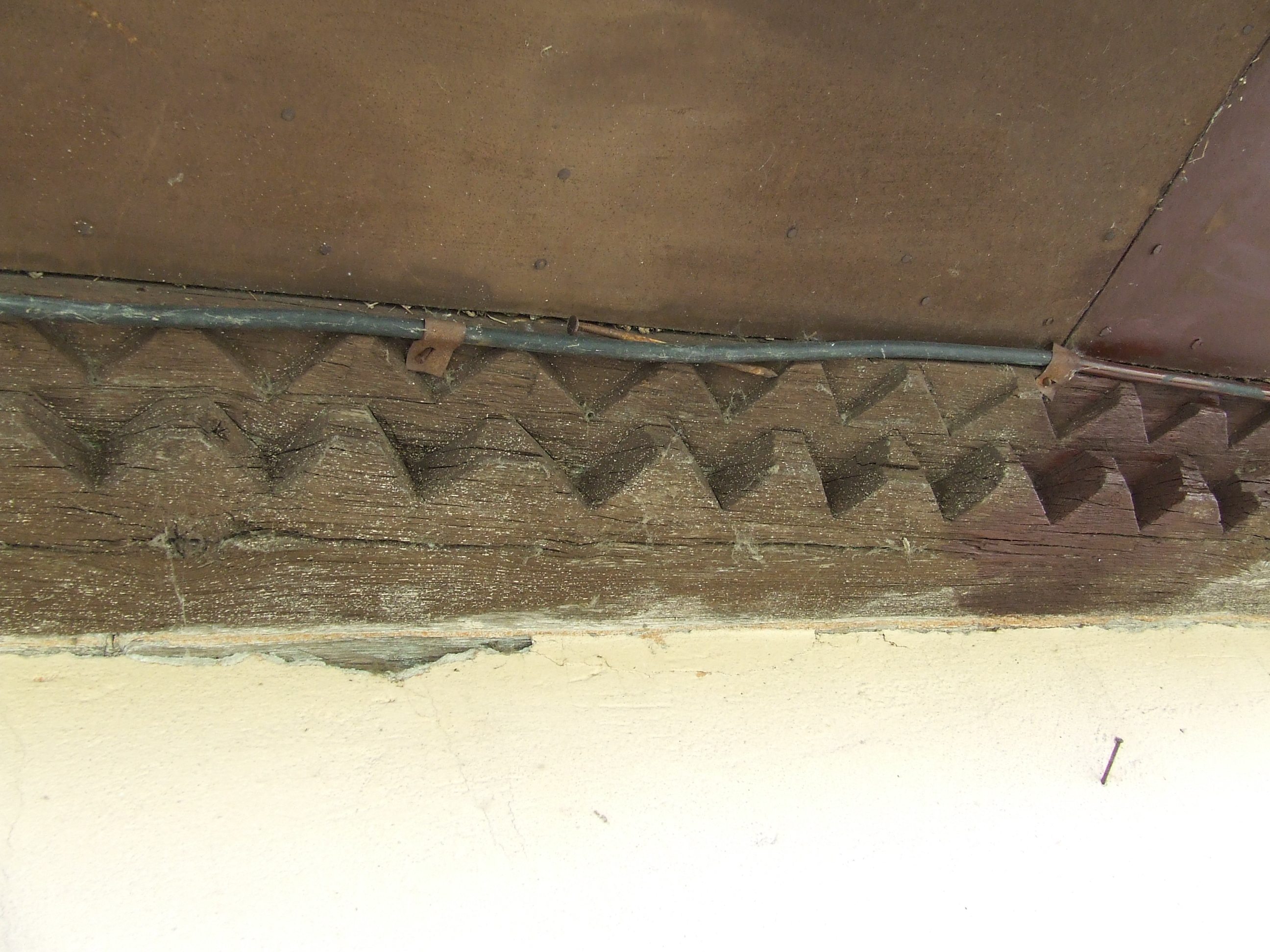
Detaliu decorativ
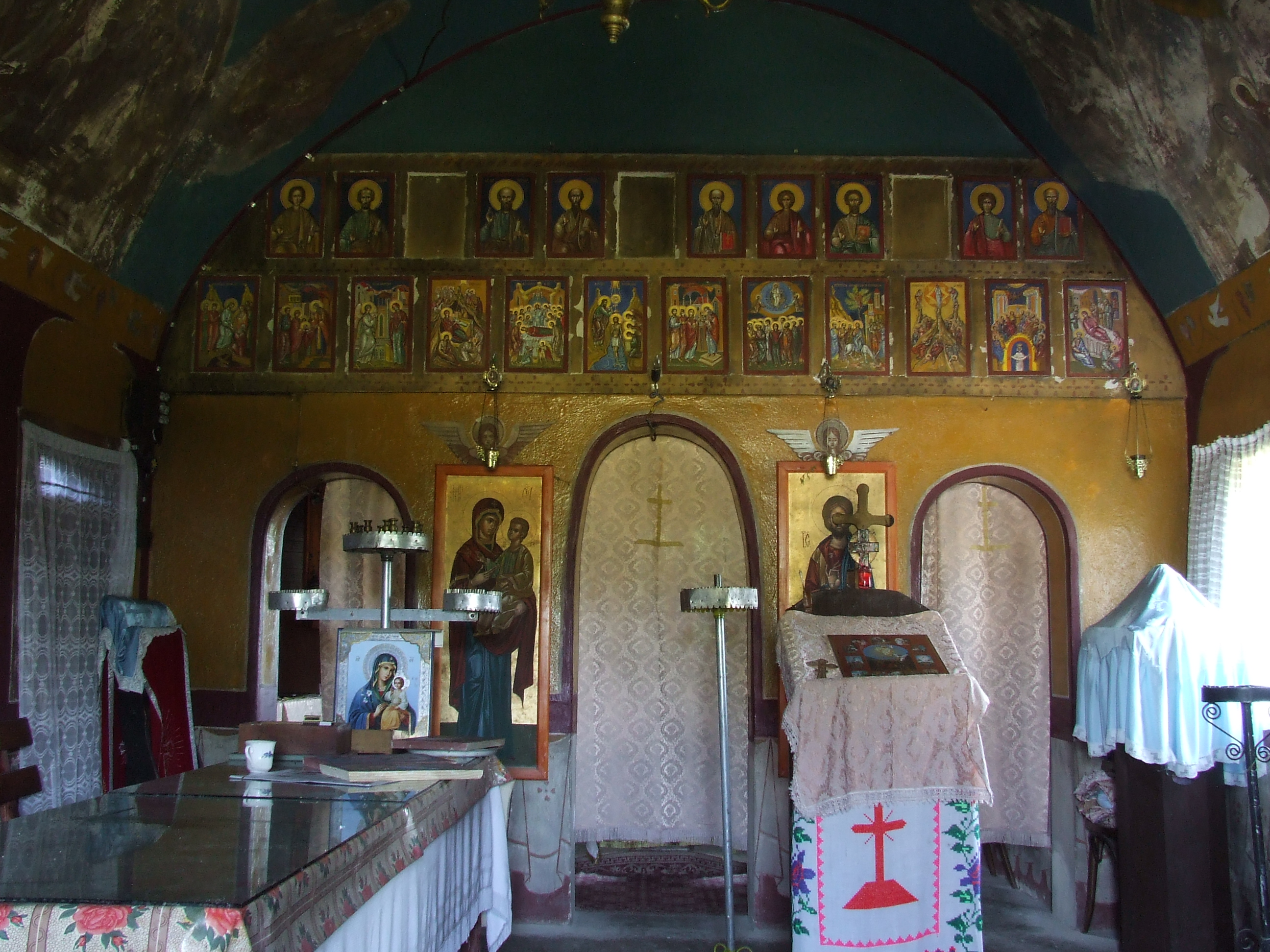
Iconostasul
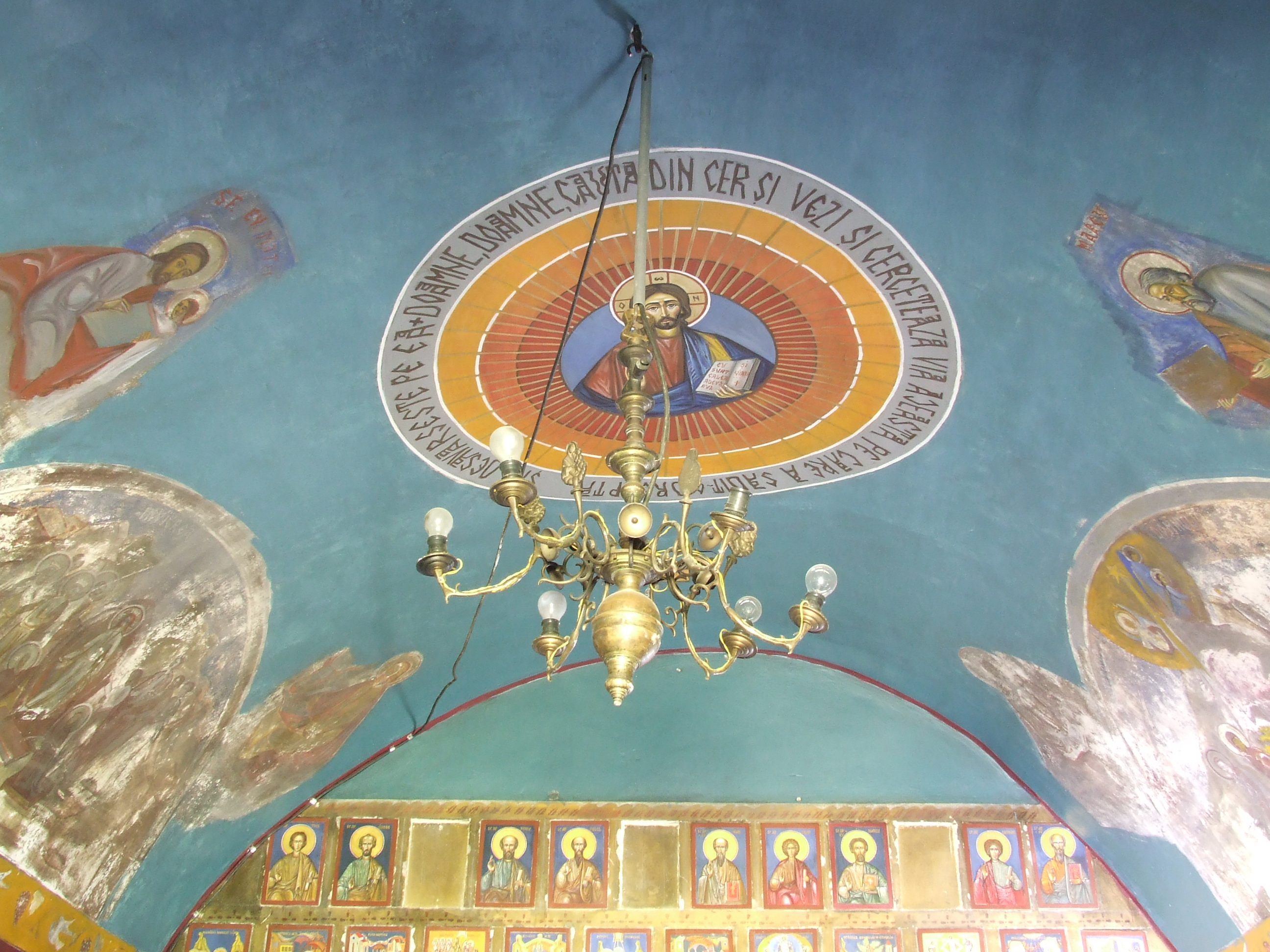
Bolta naosului